# Koma (optika)
Koma je ena izmed napak optičnih naprav. Pojavlja se kot popačenje slike za predmete, ki se ne nahajajo na optični osi. Vsaka točka, ki ni na optični osi, se na sliki prikaže kot slika, ki ima obliko kroga. Velikost tega kroga je večja, če je točka bolj oddaljena od optične osi. Središča krogov ne sovpadajo in tako dobimo sliko, ki izgleda kot razpotegnjena pega. Koma se pojavlja kot sprememba povečave za različne vstopne zenice. V nekaterih napravah, ki temeljijo na lomu svetlobe, je lahko koma tudi odvisna od valovne dolžine svetlobe.
Koma je lastnost vseh teleskopov, ki uporabljajo parabolična zrcala. Svetloba iz zunanjih delov zrcala ima gorišče bliže zrcalu kot pa svetloba, ki vpada na zrcalo v osrednjem delu. Kadar je vir svetlobe zunaj optične osi, se vsi žarki ne odbijajo v isto točko. To da v eno smer razpotegnjeno sliko. Dalje kot je predmet od optične osi, večja je napaka. Ti teleskopi imajo tudi izredno majhen zorni kot.

## Odpravljanje kome
Koma se odpravlja iz optičnih sistemov s pomočjo sistema leč.
Naprave, ki poskušajo odpraviti komo so Schmidtov  daljnogled, Maksutov daljnogled in Ritchey-Crétienov daljnogled. Koma se lahko zmanjša tudi  z izbiro pravilne oblike krivulje površine leče.